# Portogloboviridae
Portogloboviridae ist die Bezeichnung für eine Familie von DNA-Viren, die Archaeen infizieren.
Es gibt derzeit (Stand Mitte März 2021) in der Familie nur eine vom International Committee on Taxonomy of Viruses (ICTV) bestätigte Gattung (Genus) in dieser Familie, Alphaportoglobovirus (früher Portoglobovirus).
Die Familie scheint eng verwandt zu sein mit der Familie Sphaerolipoviridae, die zum Realm Varidnaviria gehört.
Es wurde daher vorgeschlagen, die Portogloboviridae ebenfalls den Varidnaviria zuzuordnen.
Die Kapsidproteine der Portogloboviridae und ihre Eigenschaften sind von evolutionärer Bedeutung für den Ursprung aller Varidnaviria, da sie offenbar sehr ursprüngliche Merkmale beibehalten haben.
Der Name Portogloboviridae kommt von lateinisch portoglobo mit porto ich trage und globus Kugel: dies bezieht sich auf die Kugelform der Viruspartikel, sobald das äußere Kapsid entfernt wird.

## Beschreibung
Die Virionen (Viruspartikel) dieser Familie haben ein Kapsid mit ikosaedrischer Geometrie und eine interne Lipidmembran, die das genetische Material schützt.
Der Durchmesser liegt bei 83 bis 87 nm.
Das Genom ist unsegmentiert (monopartit) und besteht aus einem zirkulär geschlossenen Doppelstrang-DNA-Molekül mit einer Länge von 20.222 bp.
Es enthält 45 offene Leserahmen (en. open reading frames, ORFs), die eng angeordnet sind und 89,1 % des Genoms einnehmen. Die ORFs sind im Allgemeinen kurz, mit einer durchschnittlichen Länge von 103 Codons (Basentripletts).
Die Virionen besitzen 10 verschiedene Proteine mit einer Größe von 20 bis 32 kDa (Kilo-Dalton), acht davon sind Kapsidproteine, eines davon mit Singe-Jelly-Roll-Struktur (SJR). Die Replikation erfolgt im Zytoplasma, der Austritt ohne die Wirtszelle zu zerstören, d. h. ohne Lyse.
Als natürliche Wirte dienen hyperthermophile Archaeen der Gattung Sulfolobus (Klasse Thermoprotei, Phylum Crenarchaeota).

## Systematik
Die Portogloboviridae sind zusammen mit den Sphaerolipoviridae von evolutionärer Bedeutung für den Realm der Varidnaviren, da sie offenbar Relikte der ersten Viren dieses Realms sind. Vertreter der Portogloboviridae haben zusammen mit denen der Sphaerolipoviridae möglicherweise den letzten universellen gemeinsamen Vorfahren (Ahnen) aller zellulären Organismen (LUGA oder Urvorfahr, en. last universal common ancestor, LUCA) infiziert und sind vor oder mit diesem Organismus entstanden.
Es wurde daher folgende äußere Systematik vorgeschlagen:
|  | Portogloboviridae |
|  | |
|  | \| \| Helvetiavirae (Singelaviria) mit Familie Sphaerolipoviridae \| \| \| \| \| \| Bamfordvirae (Varidnaviria) \| \| \| \| |
|  | |
|  | Helvetiavirae (Singelaviria) mit Familie Sphaerolipoviridae                                                                 |
|  | |
|  | Bamfordvirae (Varidnaviria)                                                                                                 |
|  | |

|  | Helvetiavirae (Singelaviria) mit Familie Sphaerolipoviridae |
|  |                                                             |
|  | Bamfordvirae (Varidnaviria)                                 |
|  |                                                             |

Innere Systematik nach ICTV (es gibt keine weiteren Vorschläge bei NCBI) mit Stand Mai/Juni 2024:
- Realm: Varidnaviria (vorgeschlagen)

- Familie: Portogloboviridae

- Gattung: Alphaportoglobovirus (früher Portoglobovirus)

- Spezies Alphaportoglobovirus beppuense (früher Sulfolobus alphaportoglobovirus 1, ehem. Typus)

- Stamm: Sulfolobus polyhedral virus 1 (SPV1)

- Spezies Alphaportoglobovirus umijigokuense (früher Alphaportoglobovirus SPV2)

- Stamm: Sulfolobus polyhedral virus 2 (SPV2)